# 아시아 미술관 (샌프란시스코)
아시아 미술관(영어: Asian Art Museum)은 미국 캘리포니아주 샌프란시스코에 있는 미술관이다. 올림픽 선수였던 에이버리 브런디지가 1960년대에 설립했다. 영구 소장품으로 18,000점 이상의 미술 작품을 소장하고 있으며, 그 중 일부는 6,000년이나 된 것이다.